# Antónia de Bragance
Pour les articles homonymes, voir Antonia et Antonia de Portugal.
 (juillet 2009).
Si vous disposez d'ouvrages ou d'articles de référence ou si vous connaissez des sites web de qualité traitant du thème abordé ici, merci de compléter l'article en donnant les références utiles à sa vérifiabilité et en les liant à la section « Notes et références ».
Titre
« Duchesse consort de Parme »
14 janvier 1884 – 16 novembre 1907
(23 ans, 10 mois et 2 jours)
Antónia de Bragance, née le 28 novembre 1862 à Wertheim (grand-duché de Bade) et morte le 14 mai 1959, est l'épouse en 1884 de l'ex-duc souverain Robert Ier de Parme (1848-1907). Elle porte le titre d'infante de Portugal et, par son mariage, le titre de courtoisie de « duchesse de Parme ». 
Mère de l'impératrice-reine d'Autriche-Hongrie et tante de la reine des Belges, elle résidait en Suisse pendant la Première Guerre mondiale. Tandis que ses deux fils cadets combattaient dans l'armée austro-hongroise, ses deux fils aînés combattaient dans l'armée belge.
C'est par son intermédiaire qu'en 1917 son gendre, l'empereur Charles Ier d'Autriche put rencontrer ses beaux-frères, officiers dans l'armée belge, et les charger d'entamer des pourparlers devant mener à une paix générale avec les alliés. Les négociations échouèrent (Affaire Sixte). Ayant dû abandonner le trône en 1918, l'empereur, l'impératrice et leurs enfants se réfugièrent d'abord dans sa villa avant de devoir partir pour Madère où l'empereur connut une fin prématurée.

## Famille
Fille du roi déchu Michel Ier de Portugal et de la princesse Adélaïde de Löwenstein-Wertheim-Rosenberg, elle épousa, le 15 octobre 1884, le duc détrôné Robert Ier de Parme, veuf de la princesse Maria Pia des Deux-Siciles, dont il a eu 12 enfants dont la plupart sont handicapés.
De cette union naîtront :
1. Adélaïde de Bourbon (1885-1959), religieuse à Solesmes.
2. Sixte de Bourbon (1886-1934), en 1919 il épousa Hedwige de La Rochefoucauld (postérité)
3. François-Xavier de Bourbon (1889-1977), « duc de Parme et de Plaisance », en 1927 il épousa Madeleine de Bourbon-Busset (postérité)
4. Françoise-Josèphe de Bourbon (1890-1978), religieuse à Solesmes.
5. Zita de Bourbon (1892-1989), épouse en 1911 le futur Charles Ier empereur d'Autriche et roi de Hongrie (1887-1922), impératrice d'Autriche, reine de Hongrie (postérité)
6. Félix de Bourbon (1893-1970), en 1919 il épousa la grande-duchesse Charlotte Ire de Luxembourg (postérité)
7. René de Bourbon (1894-1962), en 1921 il épousa Marguerite de Danemark (postérité)
8. Marie-Antoinette de Bourbon (1895-1977), religieuse à Solesmes.
9. Isabelle de Bourbon (1898-1984), sans alliance.
10. Louis de Bourbon (1899-1967), en 1939 il épousa Marie-Françoise de Savoie (1914-2001) (postérité)
11. Henriette de Bourbon (1903-1987), sans alliance.
12. Gaëtan de Bourbon (1905-1958), en 1931 il épousa Marguerite de Tour-et-Taxis (postérité).